# Rezowska reka
Rezowska reka (także Rezowa reka lub Rezwaja; bułg. Резовска река, Резова река, Резвая, tur. Mutludere) – rzeka w południowo-wschodniej Bułgarii i w europejskiej części Turcji, uchodząca do Morza Czarnego. Długość – 112 km, powierzchnia zlewni – 738 km² (555 km² w Turcji, 183 km² w Bułgarii).
Źródła Rezowskiej reki znajdują się w tureckiej części gór Strandża, na wschód od wsi Kofçaz. Rzeka płynie na wschód, początkowo pod nazwą Paspalderesi. Od wsi Paspala do ujścia stanowi granicę bułgarsko-turecką. Uchodzi bezpośrednio do Morza Czarnego we wsi Rezowo. Największym dopływem Rezowskiej reki jest potok Velika (od strony tureckiej).
W latach 90. XX wieku ujście Rezowskiej reki stało się przedmiotem sporu terytorialnego między Bułgarią a Turcją. Spór rozstrzygnięto układem z 6 maja 1992, mocą którego Bułgaria otrzymała kilka kilometrów kwadratowych lądu w tym rejonie, w zamian oddając Turcji podobny obszar szelfu.